# Acidiella contraria
Acidiella contraria
 es una especie de insecto del género Acidiella de la familia Tephritidae del orden Diptera. 
Walker la describió científicamente por primera vez en el año 1853.